# 一課一練 (教輔)
一課一練是中華人民共和國上海市的华东师范大学出版社自1993年推出的根據上海中小學教學課綱編寫的教輔書。1999年起該教輔涵蓋上海市小学至高中十二个年级的全部学科。2009年入选中国图书商报社和中国出版科学研究所联合主办评选的“新中国60年中国最具影响力的600本书”。
2015年，《一课一练》（英国版，The Shanghai Maths Project for the English National Curriculum）在英國出版，出版方為哈珀柯林斯，這本書完全覆蓋了英國的數學課程。截止2017年年底，100多個英國教育地方機構下屬的400多所学校均有使用《一课一练》（英国版），且《一课一练》（英国版）在欧洲、美洲、大洋洲、非洲、亚洲皆有销售。該教輔還入选“改革开放30年最有影响的300本图书”。